# Odontadenia matogrossana
Odontadenia matogrossana är en oleanderväxtart som beskrevs av J.F. Morales. Odontadenia matogrossana ingår i släktet Odontadenia och familjen oleanderväxter. Inga underarter finns listade i Catalogue of Life.